# کادیلاک سی‌تی۴
کادیلاک سی‌تی۴ (به انگلیسی: Cadillac CT4) یک سدان اجرایی جمع و جور است که توسط کادیلاک تولید و به بازار عرضه شده است. این سدان جایگزین کادیلاک ای‌تی‌اس سدان شد و در زیر سی‌تی۵ در خط تولید کادیلاک قرار دارد. سی‌تی۴-وی ابتدا در ۳۰ مهٔ ۲۰۱۹ رونمایی شد و چهار ماه بعد سی‌تی۴ استاندارد معرفی شد. کادیلاک سی‌تی۴ را در کارخانهٔ مونتاژ لنسینگ گرند ریور در لنسینگ، میشیگان، و همچنین در کارخانهٔ سایک-جی‌ام جینچیائو در چین، مونتاژ می‌کند.